# بنو جاندار
بنو جاندار أو جاندار أوغللري (بالتركية: Candaroğulları Beyliği)‏ أو أولاد إسفنديار هي إمارة تركمانية تأسست في قسطموني بعد انهيار الدولة السلجوقية بالأناضول، حكمت منطقة شملت قسطموني وسينوب وأجزاء من زنغولداق وبارتين وكارابوك وسامسون وبولو وأنقرة وجانقري. وامتد حكمهم من عام 1292م إلى 1461م.
ينحدر بنو جاندار من فرع قبيلة قايي المميزة من الأتراك الأوغوز، ومؤسس هذه الإمارة هو شمس الدين يمان جاندار. انتهت الإمارة في سنة 1461م بعد أن أمر السلطان العثماني محمد الفاتح بضم الإمارة إلى السلطنة العثمانية.
أضافت مهاراتهم البحرية قوة للبحرية العثمانية بعد استحواذ وتطوير الدولة العثمانية لحوض بناء السفن الذي أنشأوه في سينوب. استخدمت الدولة العثمانية مناجم النحاس في منطقة كوري (بالتركية: Küre)‏ بقسطموني لإنتاج المدافع قبل ضم الإمارة إلى الدولة العثمانية.

## تاريخ
قام سليمان باشا الأول، الذي اعتلى العرش بعد يمان جندار، بتوسيع حدود الإمارة من خلال احتلال قسطموني وسينوب.
عندما اعتلى إسماعيل بك العرش، انجرفت الإمارة نحو نهايتها نتيجة تمرد قيزيل أحمد بك، ولكن في عام 1461م قبل رحلة السلطان محمد الفاتح إلى طرابزون، تم ضم الإمارة بالكامل إلى الدولة العثمانية.

شعار بيرق آل جندار بحسب أطلس الكاتالوني عام 1375م.

## قائمة حكام بني جاندار
- حوالي 1291: تيمور شمس الدين يمان جاندار.
- 1309–1340: شجاع الدين، سليمان پاشا الأول بن يمان.
- 1340– ؟؟؟؟: غياث الدين، إبراهيم بك بن سليمان الأول.
- ؟؟؟؟ – ؟؟؟؟ : يعقوب بك بن يمان (مُحتمل).
- 1345–1361: الأمير عادل بك بن يعقوب بن يمان.
- 1361–1384: جلال الدين، بايزيد بك المشلول بن عادل.
- 1384–1385: سليمان پاشا الثاني.
- 1385–1440: اسفنديار بك.
- 1440–1443: تاج الدين، إبراهيم بك الثاني.
- 1443–1461: كمال الدين، أبو الحسن إسماعيل بك.
- 1461–1461: قيزيل أحمد بك (أحمد بك الأحمر).